# Сегаль, Зеэв
Зеэв Се́галь (ивр. זאב סגל‎, 13 января 1947, в Израиле — 11 января 2011, Тель-Авив, Израиль) — израильский юрист, профессор юриспруденции Тель-Авивского университета и юридический комментатор газеты «Гаарец».

## Биография
Зеэв Сегаль родился 13 января 1947 года в Эрец-Исраэль, находившуюся в то время под британским мандатом. Детство и юность Зеэва прошли в Тель-Авиве, где он учился в начальной школе «Ха-Кармель».
В 1965—1968 годах Сегаль служил в ЦАХАЛе военным корреспондентом журнала «Ба-Махане ГАДНА». После окончания службы он продолжал писать в этом журнале в качестве резервиста. В 1973 году исполнилась его давняя мечта — ему удалось взять интервью у Давида Бен-Гуриона и опубликовать его в своём журнале. Это было одно из последних интервью Бен-Гуриона.
Зеэв Сегаль закончил первую степень по юриспруденции в Тель-Авивском университете. После этого он работал помощником Шимона Переса, который тогда занимал пост министра связи и транспорта. В 1974 Сегаль с отличием окончил магистратуру юридического факультета Еврейского университета в Иерусалиме, а в 1982 году он получил степень доктора юридических наук (J.S.D.) в Тель-Авивском университете.
Зеэв Сегаль был профессором права Тель-Авивского университета и считался признанным экспертом в области конституционного и административного права, включая вопросы гражданских прав и свобод, а также в области медиа-права. Он читал лекции на юридическом факультете и факультете социальных наук и возглавлял магистерскую программу для директоров в области государственной политики. Профессор Сегаль является автором книг и научных статей как в области права, так и в междисциплинарной области на стыке права и социальных наук. Судья Мирьям Наор высказала мнение, что «его книги и статьи оказывали и ещё окажут большое влияние на решения судов во многих областях и среди них таких, как право на обращение в БАГАЦ, надлежащий порядок в системе госуправления, свобода информации, свобода прессы и других».
В начале 90-х годов Сегаль публиковался в газете «Едиот Ахронот». Позднее и вплоть до последних дней жизни, его статьи регулярно выходили в свет на страницах газеты «Гаарец», главным юридическим комментатором которой он являлся. В его статьях освещались решения Верховного суда, а также другие вопросы права, имеющие важное общественное значение. Так, например, в 1993 году, опираясь на принцип свободы информации, Сегал писал о необходимости обеспечить гласность работы комиссии по избранию судей. Он также выступил против отмены БАГАЦем закона, позволившего легализовать работу «Седьмого канала». Тем не менее, некоторые авторы полагали, что критика Сегаля решений Верховного суда была слишком умеренной, и, в частности, он безоговорочно принял конституционную революцию Верховного суда и освещал её в своей колонке, игнорируя полемику вокруг этого вопроса.
Зеэв Сегаль принимал активное участие в работе общественных объединений:
- В 1985—1997 годах он был представителем общественности в Совете по делам прессы, входил в состав его пленума и являлся членом суда по вопросам этики при Совете.
- В 1999 году он вместе с проф. Хадарой Бар-Мор основал «Форум закон и общество» при Академическом колледже Нетании, и оба профессора являлись сопредседателями Форума[2].
- Сегаль являлся членом исполнительного комитета Израильской ассоциации парламентаризма при Кнессете.

Профессор Сегаль входил в состав «Форума национальной ответственности», который состоял из общественных деятелей, представлявших самый широкий спектр взглядов (от Юли Тамир до Эфи Эйтама) и пытавшихся прийти к национальному консенсусу. Сегаль был среди тех, кто в 2001 году сформулировал декларацию «Кинерет» и подписал её вместе с другими членами Форума.
Сегаль умер 13 января 2011 года в Тель-Авиве. У него остались жена и сын. Юридический советник правительства Иехуда Вайнштейн сказал после его смерти:
Зеэв был сионистом с большой буквы. Он был самым значительным комментатором из тех, с которыми я был знаком, и обладал совершенной интеллектуальной честностью.

## Избранные статьи

### В академических изданиях
- Зеэв Сегаль. Столкновение права на неприкосновенность частной жизни с правом общества знать (ивр.) // Июней Мишпат. — Юридический факультет Тель-Авивского университета, 1983. — Т. 9, № 1. — С. 175—204.
- Зеэв Сегаль. Право граждан на получение информации по вопросам, имеющим общественное значение (ивр.) // Июней Мишпат. — Юридический факультет Тель-Авивского университета, 1984. — Т. 10, № 3. — С. 625—657.
- Зеэв Сегаль. Запрет на публикацию на основании принципа «суб юдице»: Возможность снятия запрета и альтернативный порядок. (ивр.) // Мехкарей мишпат. — Юридический факультет Бар-Иланского университета, 1985. — Т. 4, вып. 1. — С. 105—166.
- Зеэв Сегаль. Несоразмерность как судебный повод  в административном праве (ивр.) // Ха-Праклит. — Коллегия адвокатов Израиля, 1989. — № 39. — С. 507—532.
- Зеэв Сегаль. Военная цензура: Её полномочия, судебный контроль над её работой и предложение ввести альтернативный порядок (ивр.) // Июней Мишпат. — Юридический факультет Тель-Авивского университета, 1990. — Т. 15, № 2. — С. 311—342.
- Зеэв Сегаль. О праве, закрепленном БАГАЦем, праве знать и тайном прослушивании. (ивр.) // Мишпатим. — Юридический факультет Еврейского университета в Иерусалиме, 1992. — Т. 21, № 3. — С. 559—573.
- Зеэв Сегаль. Полномочия в области безопасности, соразмерность в административном праве и судебный контроль. (ивр.) // Мишпат ве мимшал. — Юридический факультет Хайфского университета, 1993. — Т. 1, вып. 2. — С. 477—488.
- Г. Барзилай, Э. Яар-Юхтман и З. Сегаль. Иск выселенцев – власть и верховенство закона. (ивр.) // Плилим. — Юридический факультет Тель-Авивского университета, 1994. — Т. 4. — С. 9—16.
- Зеэв Сегаль. Путь к судебному контролю над конституционностью законов – у кого полномочия объявлять законы неконституционными ? (ивр.) // Мишпатим. — Юридический факультет Еврейского университета в Иерусалиме, 1997. — Т. 28, № 1—2. — С. 239—256.
- Зеэв Сегаль. Тени над верховенством закона — дело Бар-Она и его последствия. (ивр.) // Мишпат ве мимшал. — Юридический факультет Хайфского университета, 1998. — Т. 4, вып. 2. — С. 587—665.
- Ариэль Бендор, Зеэв Сегаль. Юридический советник правительства — право и управление (ивр.) // Ха-Праклит. — Коллегия адвокатов Израиля, 1998. — № 44. — С. 423—448.
- Зеэв Сегаль. БАГАЦ в структуре израильского общества после пятидесяти лет. (ивр.) // Мишпат ве мимшал. — Юридический факультет Хайфского университета, 1999. — Т. 5, вып. 1. — С. 235—296.
- Зеэв Сегаль. Свобода слова по Меиру Шамгару. (ивр.) // Книга Шамгара. Статьи: том первый. — Издательство Коллегии адвокатов (ивр.), 2003. — С. 111—126.
- Зеэв Сегаль. Применение оружия Судного дня в конституционном контроле - размышления в свете британской модели. (ивр.) // Мишпат ве мимшал. — Юридический факультет Хайфского университета, 2003. — Т. 6, вып. 2. — С. 337—341.
- Зеэв Сегаль, Ави Замир. Защита на основании принципа справедливости как аргумент для отмены обвинения — на стыке между уголовным и публичным правом (ивр.) // Ха-Праклит. — Коллегия адвокатов Израиля, 2003. — № 47. — С. 42—76.
- Зеэв Сегаль, Ави Замир. Защита на основании принципа справедливости в соответствии с Законом о порядке уголовного судопроизводства — новый порядок справедливого правосудия (ивр.) // Ха-Праклит: Книга Дэвида Винера — об уголовном праве и этике. — Коллегия адвокатов Израиля, 2009. — С. 231—264.

- Зеэв Сегаль.  (англ.) = A General Right to Privacy: The Israeli  v. the English Approach // Public Law. — Sweet & Maxwell, 1982. — С. 240.
- Зеэв Сегаль.  (англ.) = The Power to Probe into Matters of Vital Public Importance // Tulane Law Review. — Tulane University Law School, 1984. — Т. 58, вып. 4. — С. 941.
- Зеэв Сегаль.  (англ.) = Security Censorship: Prior Restraint // The book «Free Speech and National Security» / ed.  S. Shetreet. — Springer, 1990. — С. 207.
- Зеэв Сегаль.  (англ.) = A Constitution Without a Constitution: The Israeli Experience and the American Impact // Capital University Law Review. — Capital University Law School, 1992. — Т. 21, вып. 1. — С. 1.
- Зеэв Сегаль.  (англ.) = Israel  Ushers in a Constitutional Revolution: The Israeli Experience, The Canadian Impact // Constitutional Forum. — Centre for Constitutional Studies, 1995. — Т. 6, вып. 2. — С. 44.
- Зеэв Сегаль.  (англ.) = The Israeli Constitutional Revolution: The Canadian Impact in The Midst of a Formative Period // Constitutional Forum. — Centre for Constitutional Studies, 1997. — Т. 8, вып. 3. — С. 53.
- Зеэв Сегаль.  (англ.) = Parliament in the Era of Judicial Review // The book «Developments in European, Italian and Israeli Law» / ed.  A. M. Rabello, A. Zanotti. — A. Giuffré, 2001. — С. 164.
- Ариэль Бендор, Зеэв Сегаль.  (англ.) = Constitutionalism and Trust in Britain: An Ancient Constitutional Culture, a New Judicial Review Model // The American University International Law Review. — 2002. — Т. 17, вып. 4. — С. 683—722.

### В газете «Гаарец» и других СМИ
- Зеэв Сегаль. "Гаарец": Имеет ли право кнессет бороться с коррупцией во власти? Курсор (сайт) (14 ноября 2005).
- Зеэв Сегаль. "Гаарец": Бесстыдство, наглость и высокомерие власти. Курсор (сайт) (1 октября 2006).
- Зеэв Сегаль. "Гаарец": Перейти на президентскую систему правления. Курсор (сайт) (17 сентября 2006).

- Зеэв Сегаль. Интервью с Бен-Гурионом (ивр.) // Журнал «Ба-Махане ГАДНА». — 1973.
 См. также Зеэв Сегаль. «Старик» и молодой Зеэв (ивр.). Гаарец (14 января 2011). Архивировано 12 мая 2012 года. («Старик» — так называли Бен-Гуриона)
- Зеэв Сегаль. Расследование после расследования (ивр.) // Газета «Гаарец». — 8 ноября 1999. (Сегаль утверждает, что «когда речь идёт об убийстве премьер-министра, недопустимо скрывать что-либо от глаз общественности».)
- Зеэв Сегаль. Кому нужны основные законы (ивр.). Гаарец (26 ноября 2007). Архивировано 12 мая 2012 года. (Сегаль поддерживает Аарона Барака в его полемике с Даниэлем Фридманом о верховенстве основных законов.)
- Зеэв Сегаль. Между религией и государством (ивр.). Гаарец (10 декабря 2009). Архивировано 12 мая 2012 года. (Сегаль о Яакове Неэмане, БАГАЦе и разногласиях между религией и государством.)